# Cloud Eco
Cloud Eco est un opérateur de réseau mobile virtuel  créé en 1997. Partenaire de SFR, d'Orange et depuis peu de Bouygues Telecom, cet opérateur télécom destiné aux entreprises propose diverses solutions téléphoniques : téléphonie fixe et mobile, internet et réseaux, applications et équipements.

## Services
Cloud Eco propose une solution de télécommunication globale qui intègre :
- la téléphonie fixe (abonnements et communications),
- la téléphonie mobile (voix et data),
- l'Internet haut débit (ADSL/XDSL, fibre optique),
- la collecte d'appels entrants via les numéros non-géographiques,
- les équipements téléphoniques (type PABX) et la voix sur IP (VoIP)[1].

L’opérateur offre également aux PME un ajustement automatique de leurs facture en fonction de la consommation, afin de les faire bénéficier du meilleur tarif en cas de dépassement de forfait .

## Chiffres
Cloud Eco compte plus de 21 000 clients, soit 200 000 utilisateurs. 
Sur l'année 2016, la société réalise un chiffre d'affaires de 57 millions d'euros et compte près de 200 salariés . 

## Note et référence
1. ↑  terredinfos, « Cloud Eco : La société Télécom 360 degrés », .,‎ 19 septembre 2018 (lire en ligne, consulté le 21 septembre 2018)
2. ↑  Publicommunique, « Cloud Eco avis : les appels visio, une véritable révolution ! », Libération.fr,‎ 10 août 2018 (lire en ligne, consulté le 21 septembre 2018)
3. ↑  Zonebourse, « Cloud Eco en croissance en 2017 », .,‎ 7 mars 2018 (lire en ligne, consulté le 20 septembre 2018)